# Dragon Age: Dawn of the Seeker
Dragon Age: Blood Mage no Seisen (яп. ドラゴンエイジ ブラッドメイジの聖戦 дорагон эйдзи бураддо мэйдзи но сэйсэн) — приключенческий, фэнтезийный аниме-фильм. Снят по заказу производителей серии игр Dragon Age на студии T.O Entertainment. Режиссёр — Фумихико Сори, сценарист — Джеффри Скотт. Премьера состоялась 11 февраля 2012 года.

## Сюжет
Действие происходит в тёмные времена средневековья. В стране, под названием Орлей, где тьма вот-вот поглотит нацию, Кассандра — юная героиня, которой судьбой предначертано подняться к славе в качестве борца с еретиками. Кассандра должна остановить заговор, который угрожает Церкви. Однако во время своих похождений её вера, как и она сама попадает под сомнение. Обвиняемая в предательстве, Кассандра должна бороться, чтобы восстановить свою честь, преодолевая своё прошлое, она должна спасти Орлей и занять своё место среди легенд.

## Персонажи
Кассандра 
Сэйю: Тиаки Курияма
Регалиан
Сэйю: Сёсукэ Танихара
Рыцарь-Командор
Сэйю: Гакт Камуи

## Создатели
- Режиссёр — Фумихико Сори
- Сценарий — Джеффри Скотт
- Дизайнер персонажей — Дайсукэ Накаяма
- Композитор — Тэцуя Такахаси